# Naples (Florida)

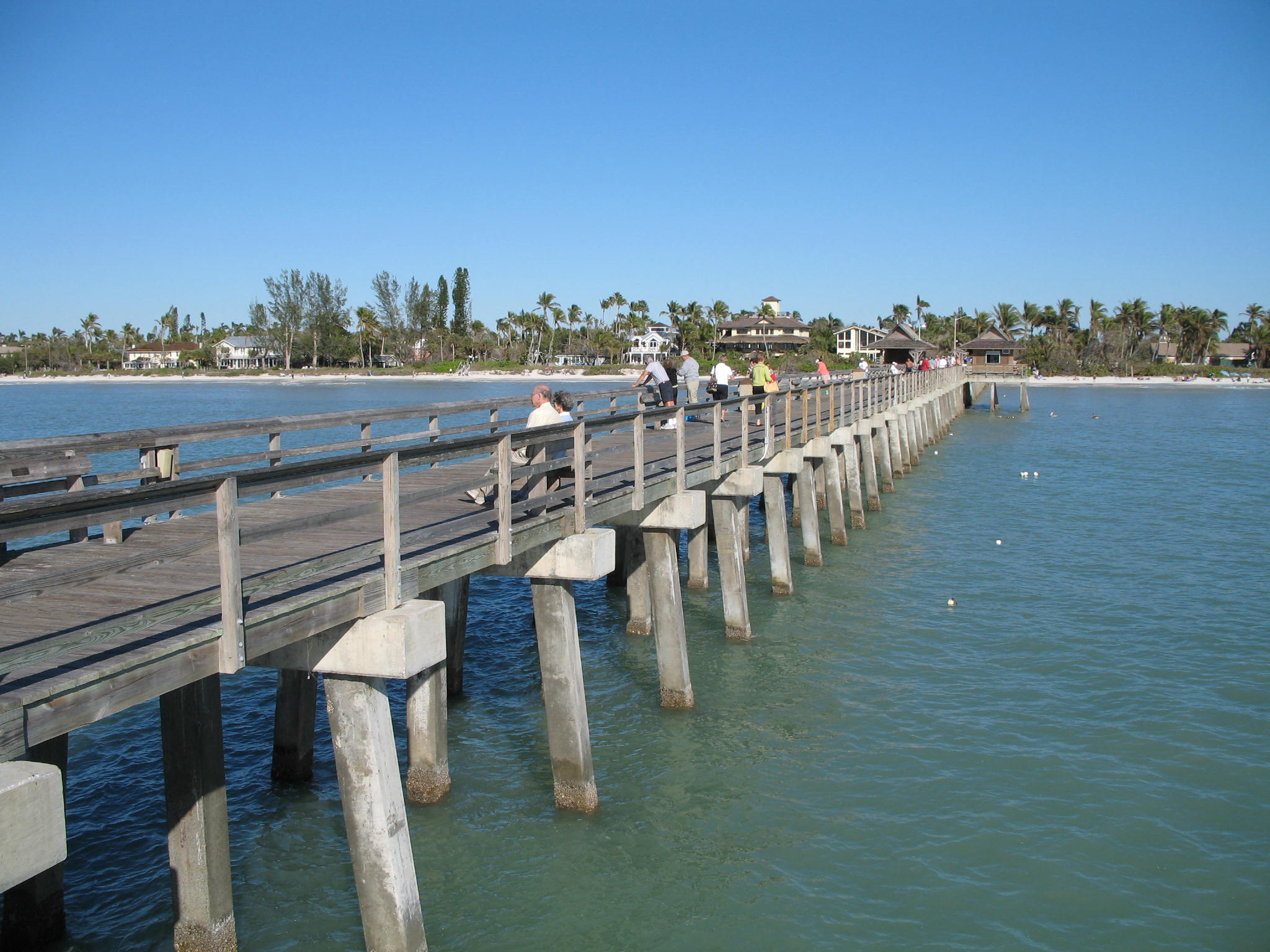
Naples Pier

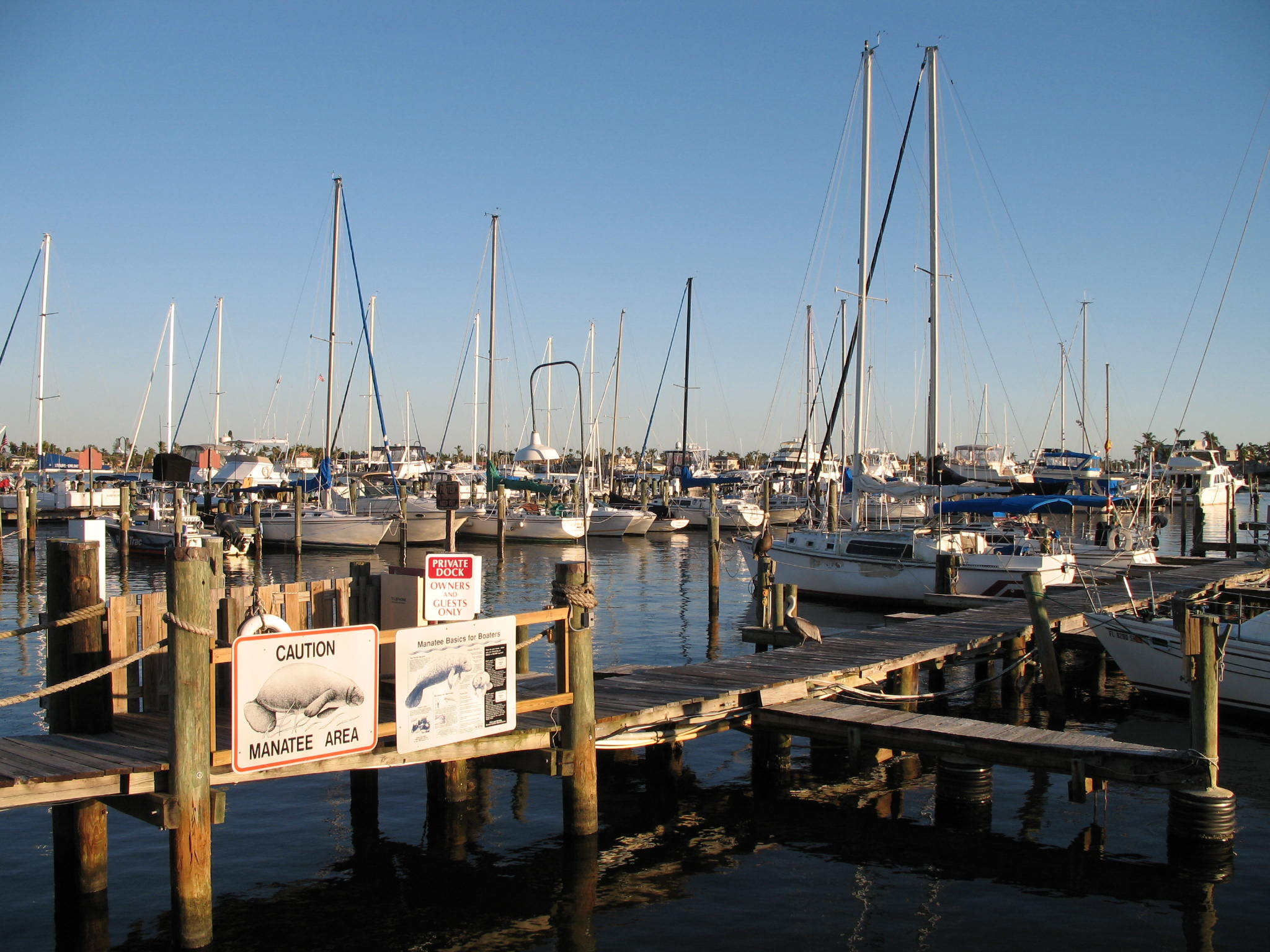
Naples City Dock

Naples ist eine Stadt und zudem der County Seat des Collier County im US-Bundesstaat Florida. 2020 hatte Naples 19.115 Einwohner.

## Geographie
Naples liegt im Südwesten Floridas an der Küste des Golfs von Mexiko und etwa 170 km westlich von Miami. Die Stadt ist nach Immokalee die zweitgrößte Siedlung der Naples–Immokalee–Marco Island Metropolitan Statistical Area, die dem Collier County entspricht.

### Klima
Das Klima ist subtropisch und damit ganzjährig warm. Statistisch regnet es in den Sommermonaten – wenn auch nur kurzfristig – an durchschnittlich 40 % der Tage. Die Tagestemperaturen bewegen sich von Mai bis Oktober bei 31 °C. Die kältesten Monate von Dezember bis Februar bringen durchschnittliche Tagestemperaturen von 24 °C. Im Sommer führt vor allem die hohe Luftfeuchtigkeit dazu, dass die gefühlten Temperaturen deutlich oberhalb der oben genannten 31 °C liegen.

## Geschichte
Anfang des 18. Jahrhunderts lebten in dem Gebiet Indianer vom Stamm der Creek und der Calusa. Die Creek-Indianer überfielen, unterstützt durch die Engländer, in regelmäßigen Abständen die Calusa-Indianer im von Spanien besetzten Teil Floridas. Mitte des 18. Jahrhunderts waren die Calusa ausgerottet. 1877 kaufte der aus Philadelphia stammende Hamilton Disston einen rund 300 km langen Küstenabschnitt entlang der Küste zum Golf von Mexiko vom Staat Florida. Der Kaufpreis betrug 25 Cents pro Parzelle mit 4000 m². Diese wurden dann für 10 US-Dollar an Einwanderer verkauft und die Besiedlung begann. Aber es wurden nur wenige Grundstücke verkauft und das Wachstum der Stadt stagnierte. 1886 kaufte eine Investorengruppe aus Kentucky um den ehemaligen US-Senator John Stuart Williams und dem Geschäftsmann Walter Haldeman ebenfalls Land von der Stadt, um für wohlhabende Geschäftsleute aus dem Norden hier Winterdomizile zu erstellen und der erste kleine Aufschwung stellte sich ein. Das Jahr 1886 gilt auch offiziell als das Gründungsjahr der Stadt Naples. Die Lage verbesserte sich erheblich im Jahre 1922, als der Millionär Barron Gift Collier, nach dem das County benannt ist, ebenfalls Land kaufte und auf eigene Kosten die Fernstraße „Tamiami-Trail“ (Tampa-Miami-Trail) durch die Everglades baute und die Stadt auf normalem Weg zu erreichen war.
1926 wurde Naples mit einem eigenen Bahnhof der Atlantic Coast Line Railroad an das Eisenbahnnetz angeschlossen und die Stadt begann sich langsam zu entwickeln, blieb aber trotzdem bis in die 1950er Jahre hinein eigentlich ein Fischerdorf und Winterdomizil. 1927 wurde die Strecke aus Richtung Punta Gorda bis Marco Island verlängert. Diese Verlängerung wurde 1944 stillgelegt. Heute wird die Strecke von Arcadia über Punta Gorda und Fort Myers nach Naples von der Seminole Gulf Railway betrieben.
1960 wurde fast die Hälfte aller Gebäude in Naples und der Umgebung durch den Hurrikan Donna vernichtet. Die Zahlungen der Versicherungen und der Neuaufbau führten endlich zum erhofften Aufschwung. Naples hat sich heute zu einer kleinen exklusiven Stadt entwickelt.

### Demographische Daten
Laut der Volkszählung 2010 verteilten sich die damaligen 19.537 Einwohner auf 17.753 Haushalte. Die Bevölkerungsdichte lag bei 628,2 Einw./km². 93,3 % der Bevölkerung bezeichneten sich als Weiße, 4,2 % als Afroamerikaner, 0,1 % als Indianer und 0,6 % als Asian Americans. 0,7 % gaben die Angehörigkeit zu einer anderen Ethnie und 1,0 % zu mehreren Ethnien an. 4,5 % der Bevölkerung bestand aus Hispanics oder Latinos.
Im Jahr 2010 lebten in 10,7 % aller Haushalte Kinder unter 18 Jahren sowie 61,9 % aller Haushalte Personen mit mindestens 65 Jahren. 58,3 % der Haushalte waren Familienhaushalte (bestehend aus verheirateten Paaren mit oder ohne Nachkommen bzw. einem Elternteil mit Nachkomme). Die durchschnittliche Größe eines Haushalts lag bei 1,88 Personen und die durchschnittliche Familiengröße bei 2,39 Personen.
11,3 % der Bevölkerung waren jünger als 20 Jahre, 8,0 % waren 20 bis 39 Jahre alt, 21,8 % waren 40 bis 59 Jahre alt und 58,8 % waren mindestens 60 Jahre alt. Das mittlere Alter betrug 64 Jahre. 46,2 % der Bevölkerung waren männlich und 53,8 % weiblich.
Das durchschnittliche Jahreseinkommen lag bei 77.158 $, dabei lebten 7,4 % der Bevölkerung unter der Armutsgrenze.
Im Jahr 2000 war Englisch die Muttersprache von 91,77 % der Bevölkerung, spanisch sprachen 2,44 % und 5,79 % hatten eine andere Muttersprache.

## Sehenswürdigkeiten
Für die Stadt Naples ist der Tourismus ein besonders wichtiger Wirtschaftszweig. In der Umgebung von Naples gibt es mehrere Reservate, darunter das Corkscrew Swamp Sanctuary, den Everglades National Park, das Big Cypress National Preserve, Ten Thousand Islands National Refuge, Florida Panther National Wildlife Refuge sowie den Picayune Strand State Forest. Naples ist auch die Heimat des Naples Zoo bei Caribbean Gardens, dieser besteht bereits seit 1919.
Folgende Objekte sind im National Register of Historic Places gelistet:
- Bay City Walking Dredge
- Keewaydin Club
- Naples Historic District mit etwa 100 Gebäuden aus der Zeit von 1887 bis 1937
- Palm Cottage
- Seaboard Coast Line Railroad Depot

## Wirtschaft
Naples ist ein Zentrum der Immobilienwirtschaft und des Tourismus. Das Medizintechnikunternehmen Arthrex, die ASG Software Solutions und die Rundfunksendergruppe Beasley Broadcast Group haben ihre Hauptsitze in Naples.

## Schulen
| - Avalon Elementary School - Big Cypress Elementary School - Corkscrew Elementary School - Community School of Naples (CSN) - Golden Gate Elementary School - Golden Terrace Elementary School - Lake Park Elementary School - Laurel Oak Elementary School - Lely Elementary School - Manatee Elementary School - Veterans Memorial Elementary School | - East Naples Middle School - Golden Gate Middle School - Gulfview Middle School - Manatee Middle School - Barron Collier High School mit über 1800 Schülern - Gulf Coast High School mit über 2200 Schülern - Lely High School - Naples High School - Palmetto Ridge High School mit über 2000 Schülern |

## Kliniken
- Cleveland Clinic Florida Naples
- Naples Community Hospital
- NCH Healthcare System
- North Collier Hospital

## Kriminalität
Die Kriminalitätsrate lag im Jahr 2010 mit 133 Punkten (US-Durchschnitt: 266 Punkte) im niedrigen Bereich. Es gab einen Mord, eine Vergewaltigung, acht Raubüberfälle, 15 Körperverletzungen, 88 Einbrüche, 533 Diebstähle und 9 Autodiebstähle.

## Söhne und Töchter von Naples
- Ray S. Birdsong (1935–1995), Ichthyologe und Hochschullehrer
- Brian Shimer (* 1962), Bobfahrer
- Jesse Witten (* 1982), Tennisspieler
- Lauren Embree (* 1991), Tennisspielerin
- Garnet Hathaway (* 1991), Eishockeyspieler
- Christine Mansour (* 1993), Handballspielerin
- Dominic Fike (* 1995), Musiker und Schauspieler
- Julian Reim (* 1996), deutscher Schlagersänger